# Whang Youn Dai Achievement Award

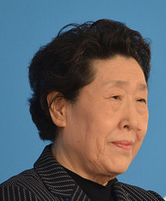
Whang Youn Dai

Der Whang Youn Dai Achievement Award ist eine der weltweit höchsten Auszeichnungen für behinderte Sportler. Er ehrt jene Athleten, die den Geist des Behindertensports am besten transportieren und sich in außerordentlichem Maße sozial engagieren; darüber hinaus soll er die besonderen Leistungen bei der Überwindung der Behinderung durch den Sport würdigen.
Die Auszeichnung geht zurück auf eine Initiative der südkoreanischen Ärztin Youn Dai Whang, die sich – obschon selbst an Poliomyelitis erkrankt – seit Jahrzehnten für die Belange Behinderter einsetzt. Sie erhielt 1988 von der südkoreanischen Presse den Today’s Woman Prize zugesprochen und stiftete das Preisgeld an das International Coordination Committee (ICC), den Vorläufer des Internationalen Paralympischen Komitees (IPC). Das ICC beschloss daraufhin, den Whang Youn Dai Achievement Award auszuloben.
Jeweils ab dem Beginn von Paralympischen Spielen bis zu einer bestimmten Frist können bis zu zwei Sportler (wobei es sich dann um einen Mann und eine Frau handeln muss) entweder vom IPC, den nationalen paralympischen Komitees oder Pressevertretern vor Ort für den Preis vorgeschlagen werden. Die Nominierung soll unabhängig von Nationalität, Geschlecht, dem sportlichen Erfolg, Religion, Hautfarbe oder Ideologie erfolgen. Die Nominierten müssen jedoch drei Kriterien erfüllen:
1. Sie müssen aktive Athleten bei den jeweiligen Paralympischen Spielen sein
2. Sie müssen den allgemeinen Regeln folgen und ihrer Verantwortung als Athlet gerecht werden
3. Sie müssen den Gebrauch verbotener Substanzen zur Leistungssteigerung verurteilen / Fair Play beweisen

Aus den Nominierten wählt das in Seoul ansässige Preiskomitee drei Männer und drei Frauen als Kandidaten aus. Diese sechs Sportler werden anschließend in etwa halbstündigen Gesprächen persönlich evaluiert, wobei ihnen annähernd gleiche Fragen gestellt werden. Letztendlich verleiht die Jury die Medaillen aus 75 Gramm purem Gold traditionell während der Schlussfeier der Paralympischen Spiele an einen männlichen Sportler und eine Athletin.

## Preisträger

### Sommer-Paralympics
| Jahr | Männer             | Frauen                 |
| ---- | ------------------ | ---------------------- |
| 1988 | Per Morten         | Anne Trotman           |
| 1992 | Gabriel Angel      | Jacile Wolfgang        |
| 1996 | David Lega         | Beatriz Mendoza Rivero |
| 2000 | Oumar Kone         | Martina Willing        |
| 2004 | Rainer Schmidt     | Zanele Situ            |
| 2008 | Said Gomez         | Natalie du Toit        |
| 2012 | Michael McKillop   | Mary Zakayo            |
| 2016 | Ibrahim Al Hussein | Tatyana McFadden       |

### Winter-Paralympics
| Jahr | Männer        | Frauen               |
| ---- | ------------- | -------------------- |
| 1998 | Marcin Kos    | Mi-Jeong Kim         |
| 2002 | Axel Hecker   | Lauren Woolstencroft |
| 2006 | Lonnie Hannah | Olena Iurkowska      |
| 2010 | Endo Takayuki | Collette Bourgonje   |
| 2014 | Toby Kane     | Bibian Mentel-Spee   |
| 2018 | Adam Hall     | Sini Pyy             |